# Conflenti

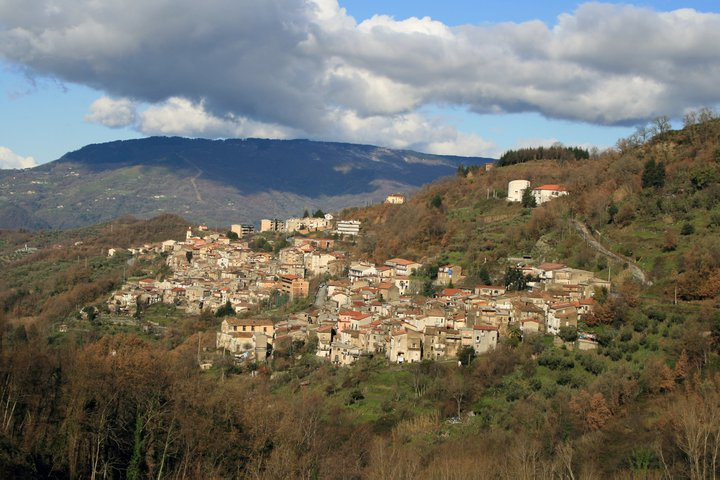
Conflenti

Conflenti ist eine italienische Gemeinde in der Provinz Catanzaro in der Region Kalabrien mit 1308 Einwohnern (Stand 31. Dezember 2023).
Conflenti liegt 53 km südöstlich von Catanzaro. Die benachbarte Gemeinden sind Martirano, Martirano Lombardo, Motta Santa Lucia, Lamezia Terme und Platania.
In Conflenti befindet sich die Wallfahrtskirche Madonna della Quercia. Die Pilgerkirche ist eine der am meisten besuchten Kirchen in der Diözese Lamezia-Nicastro. Die Kirche entstand 1578.